# Lucas Guillaume
Pas d'image ? Cliquez ici

a Compétitions nationales et continentales officielles uniquement.

b Matchs officiels uniquement.
Dernière mise à jour le 30 octobre 2024.
Lucas Guillaume, né le 14 avril 1991 à Montpellier, est un joueur de rugby à XV, international espagnol et de nationalité civile française, évoluant aux postes de deuxième ligne et troisième ligne.

## Biographie
Né à Montpellier[réf. nécessaire], Lucas Guillaume commence la pratique du rugby à XV à l'école de rugby du Rugby Club Jacou Montpellier Nord, jusqu'en 2005. Il joue par la suite au basket-ball, à Castelnau-le-Lez[réf. nécessaire], privilégiant alors la balle orange à l'ovale pour des questions de mobilité au sein de la métropole montpelliéraine.
Revenant sur les terrains de rugby après avoir obtenu son permis de conduire, il intègre le centre de formation du Montpellier Hérault Rugby pendant trois saisons, de 2009 à 2012,.
En 2012, alors qu'il étudie en école de commerce, il souhaite associer son année de master à l'étranger à une expérience rugbystique internationale. Après de première prise de contact sans réponse auprès des Leicester Tigers, il est recontacté peu avant la reprise du championnat en raison d'un nombre de blessures important à son poste. Après une première semaine de tests, il signe un contrat d'une saison avec notamment le financement de son année d'étude ; il dispute alors un match avec l'équipe senior dans le cadre de la Coupe anglo-galloise. Il rempile ensuite pour une deuxième année à Leicester.
Après son expérience en Angleterre, Lucas Guillaume souhaite rentrer en France poursuivre ses études ; Christian Labit le fait alors venir au Pays d'Aix Rugby Club, évoluant alors en Fédérale 1. Il participe activement à la promotion du club en Pro D2 en 2015, jouant pas moins de 21 matchs. La saison suivante, bien qu'il joue régulièrement, sa saison est stoppée par une blessures, se fracturant trois vertèbres et reste absent des terrains pendant huit semaines. Il ne revient que pour la dernière journée de championnat, une fois la descente du club actée ; son contrat avec le club aixois n'est alors pas prolongé. 
Il pense alors arrêter la pratique du rugby afin de se consacrer à ses études de commerce, mais est finalement recruté par le RC Narbonne en vue de la saison 2016-2017, suivant le mouvement de son entraîneur à Aix-en-Provence, Christian Labit.
L'un de ses coéquipiers à Narbonne, Sébastien Rouet, le met en contacts avec la fédération espagnole étant donné son éligibilité. Le 4 mars 2017, il obtient sa première cape avec l'équipe d'Espagne, affrontant la Géorgie au stade municipal (es) de Medina del Campo, dans le cadre du championnat d'Europe.
En parallèle de sa carrière sportive et de la saison 2016-2017, il est diplômé de la Montpellier Business School.
En 2018, lors d'un match qualificatif à la Coupe du monde de rugby, l'arbitre roumain de la rencontre entre la Belgique et l'Espagne est pris à partie par les Espagnols, qui se sentent lésés par son arbitrage. Lucas Guillaume écope alors d'une suspension de 14 semaines infligée par Rugby Europe. Cette suspension entraîne ensuite son licenciement par le RC Narbonne. Se sentant floué, Lucas Guillaume se bat pour faire lever sa suspension. La fédération française finit par le blanchir sept mois plus tard. Il attaque ensuite le RC Narbonne aux prud'hommes et Rugby Europe en justice.
Resté sans club pendant quelque temps, il reçoit le soutien de la fédération espagnole qui l'aide à trouver une place en Espagne. Il rejoint ainsi le Club Alcobendas Rugby, où il est « logé et nourri ». Il retrouve ainsi la sélection nationale en novembre 2018, à l'occasion d'un test match face à la Namibie. Il peut participer à 7 rencontres internationales pendant sa période en Espagne. 
Après un an hors de France, il est mis en relation avec Arnaud Méla par l'intermédiaire de Christian Labit, et rejoint le SC Albi évoluant alors en Fédérale 1. Il dispute par la suite sous le maillot jaune et noir la saison inaugurale de Nationale en 2020-2021.
Il rejoint l'Union sportive dacquoise à l'intersaison 2024, faisant à cette occasion son retour en division professionnelle en signant un contrat de deux années. Blessé lors de la période de préparation estivale, il joue son premier match sous les couleurs dacquoises à la fin du mois d'octobre.

## Palmarès

### En club
- Coupe Frantz-Reichel :
  - Vainqueur : 2011.
- Coupe d'Espagne :
  - Vainqueur : 2019.

### En équipe nationale
- Championnat de France de 1re division fédérale :
  - Champion : 2015.

## Statistiques en équipe nationale
| Année               | Compétition                     | Matchs | Points | Essais |
| ------------------- | ------------------------------- | ------ | ------ | ------ |
| 2017                | Championnat d'Europe 2016-2017  | 1      | -      | -      |
| 2017                | Coupe des nations               | 3      | -      | -      |
| 2017                | Test match en tournée           | 1      | 5      | 1      |
| 2018                | Championnat d'Europe 2017-2018, | 3      | -      | -      |
| 2018                | Test match à domicile,          | 2      | -      | -      |
| 2019                | Championnat d'Europe 2018-2019, | 5      | 15     | 3      |
| 2019                | Test match à domicile           | 1      | 10     | 2      |
| 2020                | Championnat d'Europe 2019-2020, | 4      | -      | -      |
| 2021                | Championnat d'Europe 2020-2021  | 4      | -      | -      |
| 2022                | Championnat d'Europe 2021-2022  | 2      | -      | -      |
| 2023                | Test match à domicile           | 1      | -      | -      |
| Total non-exhaustif | Total non-exhaustif             | 27     | 30     | 6      |

## Anecdotes
Il est le neveu du chanteur Cali.